# 영국인과 공작
영국인과 공작(L'Anglaise Et Le Duc, The Lady And The Duke)은 프랑스에서 제작된 에릭 로메르 감독의 2001년 드라마 영화이다. 장 클로드 드레이퍼스 등이 주연으로 출연하였다.

## 출연

### 주연
- 장 클로드 드레이퍼스
- 루시 러셀

### 조연
- 알랑 리볼트
- 샤롯 베리
- 로세테
- 프랑소와 마르튜레

## 제작진
- 협력프로듀서: 피에르 코트렐
- 협력프로듀서: 삐에르 루시엥
- 미술: 앙트완 폰테인